# Al-Yarmuk al-Rawda
Der al-Yarmuk al-Rawda (arabisch اليرموك) ist ein jemenitischer Fußballklub mit Sitz in der Stadt Sanaa.

## Geschichte
Der Klub wurde im Jahr 1978 gegründet. In den letzten beiden Saisons des Nordjemen gelang es der Mannschaft sich als Meister der Liga zu krönen. Im Vereinigten Jemen konnte man zwar kurz noch oben mitspielen, fiel dann leistungstechnisch aber Stück für Stück weiter nach unten und stieg schließlich nach der Spielzeit 1993/94 mit 18 Punkten aus der ersten Liga über den 12. Platz ab.
In den folgenden Jahren verschwand er Klub erst einmal in den Untiefen des niederklassigen Fußballs. Erst nach der Spielzeit 2002/03 gelang der Mannschaft in der zweiten Liga der Meistertitel und somit die Rückkehr ins Oberhaus. In den ersten Jahren zurück ging es darum, die Klasse zu halten, was nach der Spielzeit 2005 in einem Relegationsspiel gegen Al-Wahda Sanaa mündete, welches aber mit 3:1 gewonnen werden konnte. Ab der Saison 2007 klopfte man dann wieder im Mittelfeld an und es schien, dass man sich wieder langsam an die Tabellenspitze nach oben arbeitete. Konträr zur vorherigen Entwicklung landete das Team mit lediglich 18 Punkten nach der Runde 2009/10 auf dem letzten Platz und stieg nun doch wieder ab.
Wie ein Phönix aus der Asche meldete man sich in der Spielzeit 2013 wieder zurück in der ersten Liga und spielte sich sofort zum Meistertitel. So durfte der Klub in der Folgesaison auch am AFC Cup 2014 teilnehmen. Hier ging es jedoch nicht über die Qualifikationsrunde hinaus, in welcher man mit 1:2 dem tadschikischen Klub Ravshan Kulob unterlag.
Die Saison 2014/15 wurde aufgrund der Militärintervention im Januar 2015 abgebrochen. Somit gab es für den Klub in den nächsten Jahren keinen regulären Spielbetrieb, lediglich in ein paar kleinen Turnieren tauchte das Team in den Ergebnissen auf. Erst in der Saison 2019/20 gab es wieder mit dem YFA Tournament eine landesweit ausgetragene Meisterschaft. Hier verpasste man jedoch die Playoffs. In der Spielzeit 2021 spielten alle Teams aus der Saison 2014/15, womit auch al-Yarmuk al-Rawda einen Startplatz hatte, in der eigenen Gruppe verhinderte man aber noch gerade so den Abstiegsplatz.

## Erfolge
- Yemeni League (Nordjemen): 1988/89, 1989/90
- Yemeni League: 2013